# Kasteel d'Auxy de Launois
Het Kasteel d'Auxy de Launois is een kasteel in het Henegouwse Thoricourt, deelgemeente van Opzullik (Silly) in België. Het kasteel ligt in een diep ingesneden vallei tussen vijvers. Het kasteel behoorde tot het einde van haar leven toe aan gravin d'Auxy de Launois, wier familie het kasteel bezat sinds de vijftiende eeuw. In de achttiende eeuw werd het kasteel herbouwd. Sinds 1991 is de duiventoren van het kasteel uit 1540 beschermd als monument. 